# Chiều Tây Đô
Chiều Tây Đô là một ca khúc của nhạc sĩ Lam Phương sáng tác năm 1984 tại Paris, Pháp.

## Bối cảnh
Theo nhạc sĩ Lam Phương, ông có người bạn ở Cần Thơ. Vì người bạn này nhờ ông viết một bài về Cần Thơ nên ông đã viết bài hát này. Dựa vào những thông tin có được từ báo chí, ông đã vẽ nên hình ảnh vùng đất Tây Đô sau những năm 1975, với những người không nhà cửa, trẻ em lang thang trong cơn đói. Từ viễn cảnh đó, ông đồng cảm với những người phải ở lại, sống dưới chế độ cộng sản.

## Đánh giá
Theo báo Thời xưa, ca khúc Chiều Tây Đô "dường như chính là tiếng lòng của người con Việt Nam thuộc chế độ cũ, họ nhớ thương quê hương da diết, nhớ người yêu nơi góc nhà cũ chờ đợi vì họ chính là những người đã phải rời bỏ quê hương, vượt biên, vượt biển, lặn lội nơi đất khách quê người để lưu trú tấm thân".